# 이진수 (법조인)
이진수(李鎭琇, 1974년 ~)은 대한민국의 검사 출신의 법조인이며, 제68대 법무부 차관이다.

## 학력
- 영동고등학교 졸업
- 서울대학교 법과대학 법학 학사

## 경력
- 1997년: 제39회 사법시험 합격
- 2000년: 제29기 사법연수원 수료
- 대검찰청 기획조정부 검사
- 대검찰청 중앙수사부 검사
- 2014년 1월~2015년 2월: 서울중앙지방검찰청 부부장검사
- 2015년 2월~2016년 1월: 대검찰청과학수사부 과학수사2과 과장
- 2016년 1월~2017년 8월: 법무부 상사법무과 과장
- 2017년 8월~2018년 7월: 법무부 법무심의관
- 2018년 7월~2019년 8월: 서울중앙지방검찰청 형사4부 부장검사
- 2019년 8월~2020년 2월: 대검찰청 검찰연구관
- 2019년 8월: 대검찰청 미래기획 형사정책단 단장
- 2020년 2월~2020년 9월: 제54대 춘천지방검찰청 강릉지청 지청장
- 2020년 9월~2021년 2월: 청주지방검찰청 차장검사
- 2021년 2월~2021년 7월: 서울남부지방검찰청 제2차장검사
- 2021년 7월~2022년 7월: 서울남부지방검찰청 제1차장검사
- 2022년 7월~2023년 9월: 제35대 부산지방검찰청 동부지청 지청장
- 2023년 9월~2024년 5월: 서울북부지방검찰청 검사장
- 2024년 5월~2025년 6월: 대검찰청 형사부장
- 2025년 6월 29일~: 제67대 법무부 차관
- 2025년 6월 29일~2025년 7월 18일: 법무부 장관 직무 대행